# مکس آیرونز
مکس آیرونز (انگلیسی: Max Irons؛ زادهٔ ۱۷ اکتبر ۱۹۸۵) یک بازیگر سینما، هنرپیشه، و مانکن (شخص) اهل بریتانیا است.
 او فرزند جرمی آیرونز، بازیگر معروف انگلیسی است.
از فیلم‌ها یا برنامه‌های تلویزیونی که وی در آن نقش داشته‌است می‌توان به میزبان، جولیا بودن، گردش شنل‌قرمزی، زنی با لباس طلایی رنگ، ترمینال، خانه شوم و باشگاه شورش اشاره کرد.